# Peter Niemann (Mediziner)
Peter Joachim Niemann (geboren 1980 in Böblingen) ist ein deutscher Arzt und Sachbuchautor.

## Leben
Peter Niemann wurde als Peter Joachim Jurczyk in Böblingen als Sohn von Dieter und Ursula Jurczyk, geb. Niemann, geboren. Nach dem Studium mit Staatsexamen 2007 arbeitete er als Assistenzarzt in Deutschland und Frankreich. Er promovierte 2008 an der medizinischen Fakultät der Universität Hamburg bei Heinz-Peter Schmiedebach zum Doktor der Medizin. Zur Facharztausbildung zum Internisten wanderte er 2009 in die USA nach Minneapolis aus. Seit 2011 führt er einen regelmäßigen Blog für das Deutsche Ärzteblatt. Er ist in La Crosse (Wisconsin) als Internist registriert. Seit 2017 schreibt er Bücher zu Gesundheitsthemen.

## Publikationen (Auswahl)
- Powerhormon Testosteron: warum es für den Mann so wichtig ist und wie es natürlich gesteigert werden kann: für mehr Gesundheit, Fitness und Ausdauer. 1. Auflage, Goldmann München 2022. ISBN 978-3-442-17933-6
- Die Anti-Entzündungs-Strategie: wie Sie gesund 100 Jahre alt werden. 1. Auflage, TRIAS Stuttgart 2020. ISBN 978-3-432-11002-8
- Das Long-Covid-Syndrom überwinden: klassische und alternative Therapien ausschöpfen und zu neuer Lebenskraft zurückfinden. 1. Auflage, TRIAS Stuttgart 2022. ISBN 978-3-432-11557-3
- mit Bettina Snowdon: Die Anti-Entzündungs-Strategie – Das Kochbuch: mit gezielter Ernährung gegen die 12 gefährlichsten Erkrankungen: über 100 alltagstaugliche Rezepte. 1. Auflage, TRIAS Stuttgart 2021. ISBN 978-3-432-11414-9
- Anti-Aging: Die 50 besten Tipps. TRIAS 2018, ISBN 978-3-432-10664-9
- Das kranke Krankenhaus: Eindrücke aus USA und Deutschland. Verlag tredition 2017, ISBN 978-3-7439-1347-9